# Ashley Barnes
Ashley Luke Barnes (Bath, Inglaterra, Reino Unido, 30 de octubre de 1989) es un futbolista inglés con nacionalidad austriaca. Juega en la posición de delantero y su equipo es el Burnley F. C. de la Premier League de Inglaterra.
Jugó anteriormente para Paulton Rovers, Plymouth Argyle, Oxford United, Salisbury City, Eastbourne Borough, Torquay United, Burnley F. C. y Brighton & Hove Albion. Ha representado a Austria a nivel internacional, en un encuentro de la categoría sub-20.

## Trayectoria

### Inicios y llegada al Plymouth Argyle
Comenzó su carrera como goleador en su club local, el Paulton Rovers en la Southern Football League. Se fue a prueba al Plymouth Argyle en marzo de 2007, y se ganó un contrato por 18 meses con el club, anotando muchos goles para el equipo de reservas. Debutó con el Plymouth en la primera ronda de la League Cup en agosto de 2007 contra el Wycombe Wanderers, entrando por Sylvan Ebanks-Blake.
Fue enviado a préstamo al Oxford United de la National League en noviembre de 2007 para ganar experiencia. Registró cinco encuentros jugados con el Oxford, incluyendo la llave de la FA Cup contra el Southend United, antes de regresar a Plymouth. En marzo de 2008 fue enviado a préstamo nuevamente a otro club de la National League, el Salisbury City. Jugó cinco partidos sin anotar.
El tercer préstamo de Barnes llegó en noviembre de 2008 al Eastbourne Borough, con su compañero de equipo Daniel Smith. Su desempeño en la temporada 2008-09 se vio recompensado con una extensión de contrato en mayo de 2009.
Se fue a préstamo al Torquay United de la League Two en febrero de 2010 por toda la temporada, pero regresó un mes después registrando seis partidos jugados.

### Brighton & Hove Albion
Barnes llegó a préstamo al Brighton & Hove Albion de la League One el 25 de marzo de 2010. Anotó un gol en su debut contra el Tranmere Rovers dos días después.
El 8 de julio de 2010, Barnes firmó un contrato por dos años con el club. Barnes terminó su primera temporada con Brighton como segundo goleador del equipo con 20 goles en 49 encuentros.
Para la temporada 2011-12 fue el delantero titular en el regreso del Brighton a la Championship. Terminó la temporada como goleador del equipo, con 14 goles en todas las competiciones, 11 en la liga.
El 9 de marzo de 2013 recibió una tarjeta roja en el encuentro contra el Bolton Wanderers por intentar hacer tropezar al árbitro. Recibió una suspensión de siete encuentros por parte de la Football Association. Los fanáticos y el entrenador Gus Poyet criticaron la acción de Barnes que dejó al club con solo un delantero en el primer equipo, ya que Craig Mackail-Smith y Will Hoskins estaban lesionados por el resto de la temporada. Regresó de su suspensión el 20 de abril, Barnes anotó dos goles en la victoria por 6-1 ante el Blackpool y fue nombrado jugador del partido.

### Burnley
El 10 de enero de 2014 se unió al Burnley por tes años y medio, el valor del fichaje no fue publicado. Anotó su primer gol el 8 de noviembre al  Hull City en Turf Moor.
El 24 de marzo de 2015, con el descenso del Burnley al final de la temporada, en el encuentro contra el Aston Villa Barnes salió del partido con una lesión en el ligamento cruzado de la rodilla, que lo haría perder la mayor parte de la siguiente temporada.
El 3 de marzo de 2018 escribió su nombre en la historia del club, anotando su gol 16 en la Premier League y asegurar la victoria del Burnley contra el Everton. Su gol número 16, en su sexta temporada, dejó al Burnley con la mejor puntuación de la historia del club en Premier League.

## Selección nacional
Barnes puede jugar por Austria, ya que su abuela por parte del padre nació en Klagenfurt. Fue llamado a la sub-20 de Austria el 19 de agosto de 2008 y debutó frente a Suiza, en un torneo amistoso de cuatro naciones con Austria, Alemania, Italia y Suiza. Barnes ha expresado su deseo de jugar por la absoluta de Austria.

## Estadísticas

### Clubes
Actualizado al último partido disputado el 3 de mayo de 2025.
| Club                                    | Div.          | Temporada     | Liga  | Liga  | Copas nacionales | Copas nacionales | Copas internacionales | Copas internacionales | Total | Total |
| Club                                    | Div.          | Temporada     | Part. | Goles | Part.            | Goles            | Part.                 | Goles                 | Part. | Goles |
| --------------------------------------- | ------------- | ------------- | ----- | ----- | ---------------- | ---------------- | --------------------- | --------------------- | ----- | ----- |
| Plymouth Argyle F. C. Inglaterra        | 2.ª           | 2007-08       | 0     | 0     | 1                | 0                | ―                     | ―                     | 1     | 0     |
| Oxford United F. C. Inglaterra          | 5.ª           | 2007-08       | 2     | 0     | 2                | 0                | ―                     | ―                     | 4     | 0     |
| Oxford United F. C. Inglaterra          | Total club    | Total club    | 2     | 0     | 2                | 0                | 0                     | 0                     | 4     | 0     |
| Salisbury City F. C. Inglaterra         | 5.ª           | 2007-08       | 5     | 0     | ―                | ―                | ―                     | ―                     | 5     | 0     |
| Salisbury City F. C. Inglaterra         | Total club    | Total club    | 5     | 0     | 0                | 0                | 0                     | 0                     | 5     | 0     |
| Eastbourne Borough Inglaterra           | 5.ª           | 2008-09       | 8     | 5     | ―                | ―                | ―                     | ―                     | 8     | 5     |
| Eastbourne Borough Inglaterra           | Total club    | Total club    | 8     | 5     | 0                | 0                | 0                     | 0                     | 8     | 5     |
| Plymouth Argyle F. C. Inglaterra        | 2.ª           | 2008-09       | 15    | 1     | ―                | ―                | ―                     | ―                     | 15    | 1     |
| Plymouth Argyle F. C. Inglaterra        | 2.ª           | 2009-10       | 7     | 1     | 2                | 0                | ―                     | ―                     | 9     | 1     |
| Plymouth Argyle F. C. Inglaterra        | Total club    | Total club    | 22    | 2     | 3                | 0                | 0                     | 0                     | 25    | 2     |
| Torquay United F. C. Inglaterra         | 4.ª           | 2009-10       | 6     | 0     | ―                | ―                | ―                     | ―                     | 6     | 0     |
| Torquay United F. C. Inglaterra         | Total club    | Total club    | 6     | 0     | 0                | 0                | 0                     | 0                     | 6     | 0     |
| Brighton & Hove Albion F. C. Inglaterra | 3.ª           | 2009-10       | 8     | 4     | ―                | ―                | ―                     | ―                     | 8     | 4     |
| Brighton & Hove Albion F. C. Inglaterra | 3.ª           | 2010-11       | 42    | 18    | 7                | 2                | ―                     | ―                     | 49    | 20    |
| Brighton & Hove Albion F. C. Inglaterra | 2.ª           | 2011-12       | 43    | 11    | 7                | 3                | ―                     | ―                     | 50    | 14    |
| Brighton & Hove Albion F. C. Inglaterra | 2.ª           | 2012-13       | 36    | 8     | 3                | 1                | ―                     | ―                     | 39    | 9     |
| Brighton & Hove Albion F. C. Inglaterra | 2.ª           | 2013-14       | 22    | 5     | 2                | 1                | ―                     | ―                     | 24    | 6     |
| Brighton & Hove Albion F. C. Inglaterra | Total club    | Total club    | 151   | 46    | 19               | 7                | 0                     | 0                     | 170   | 53    |
| Burnley F. C. Inglaterra                | 2.ª           | 2013-14       | 21    | 3     | ―                | ―                | ―                     | ―                     | 21    | 3     |
| Burnley F. C. Inglaterra                | 1.ª           | 2014-15       | 35    | 5     | 2                | 0                | ―                     | ―                     | 37    | 5     |
| Burnley F. C. Inglaterra                | 2.ª           | 2015-16       | 8     | 0     | 0                | 0                | ―                     | ―                     | 8     | 0     |
| Burnley F. C. Inglaterra                | 1.ª           | 2016-17       | 28    | 6     | 3                | 0                | ―                     | ―                     | 31    | 6     |
| Burnley F. C. Inglaterra                | 1.ª           | 2017-18       | 36    | 9     | 3                | 1                | ―                     | ―                     | 39    | 10    |
| Burnley F. C. Inglaterra                | 1.ª           | 2018-19       | 37    | 12    | 1                | 0                | 5                     | 1                     | 43    | 13    |
| Burnley F. C. Inglaterra                | 1.ª           | 2019-20       | 19    | 6     | 0                | 0                | ―                     | ―                     | 19    | 6     |
| Burnley F. C. Inglaterra                | 1.ª           | 2020-21       | 22    | 3     | 3                | 0                | ―                     | ―                     | 25    | 3     |
| Burnley F. C. Inglaterra                | 1.ª           | 2021-22       | 23    | 1     | 2                | 0                | ―                     | ―                     | 25    | 1     |
| Burnley F. C. Inglaterra                | 2.ª           | 2022-23       | 39    | 6     | 6                | 1                | ―                     | ―                     | 45    | 7     |
| Norwich City F. C. Inglaterra           | 2.ª           | 2023-24       | 36    | 6     | 5                | 1                | ―                     | ―                     | 41    | 7     |
| Norwich City F. C. Inglaterra           | 2.ª           | 2024-25       | 8     | 0     | 0                | 0                | ―                     | ―                     | 8     | 0     |
| Norwich City F. C. Inglaterra           | Total club    | Total club    | 44    | 6     | 5                | 1                | 0                     | 0                     | 49    | 7     |
| Burnley F. C. Inglaterra                | 2.ª           | 2024-25       | 13    | 1     | 3                | 0                | ―                     | ―                     | 16    | 1     |
| Burnley F. C. Inglaterra                | Total club    | Total club    | 281   | 52    | 23               | 2                | 5                     | 1                     | 309   | 55    |
| Total carrera                           | Total carrera | Total carrera | 519   | 111   | 52               | 10               | 5                     | 1                     | 576   | 122   |
| 1. 2.                                   |               |               |       |       |                  |                  |                       |                       |       |       |